# باتريشيا إنجلش
باتريشيا إنجلش (بالإنجليزية: Patricia English)‏ هي ممثلة أمريكية، ولدت في أكتوبر 1931 في ديترويت في الولايات المتحدة، وتوفيت في 13 أغسطس 2016 في كورنوال في المملكة المتحدة.

## وصلات خارجية
- باتريشيا إنجلش على موقع IMDb (الإنجليزية)